# Epidendrum hemihenomenum
Epidendrum hemihenomenum är en orkidéart som beskrevs av Eric Hágsater och Dodson. Epidendrum hemihenomenum ingår i släktet Epidendrum och familjen orkidéer.
Artens utbredningsområde är Ecuador. Inga underarter finns listade i Catalogue of Life.